# Classic Brugge-De Panne 2022
Classic Brugge-De Panne 2022 – 46. edycja wyścigu kolarskiego Classic Brugge-De Panne, która odbyła się 23 marca 2022 na liczącej blisko 204 kilometry trasie z Brugii do De Panne. Impreza kategorii 1.UWT była częścią UCI World Tour 2022.

## Uczestnicy

### Drużyny
| WorldTeams (16)- Astana Qazaqstan Team - Bahrain Victorious - Bora-Hansgrohe - Cofidis - EF Education-EasyPost - Groupama-FDJ - Intermarché-Wanty-Gobert Matériaux - Israel-Premier Tech - Jumbo-Visma - Lotto-Soudal - Movistar Team - Quick-Step Alpha Vinyl - BikeExchange-Jayco - Team DSM - Trek-Segafredo - UAE Team Emirates ProTeams (8)- Alpecin-Fenix - Arkéa-Samsic - B&B Hotels-KTM - Bardiani-CSF-Faizanè - Bingoal Pauwels Sauces WB - Sport Vlaanderen-Baloise - TotalEnergies - Uno-X Pro Cycling Team |
| |

### Lista startowa
| Bora-Hansgrohe BOH | Bora-Hansgrohe BOH        | Bora-Hansgrohe BOH |
| ------------------ | ------------------------- | ------------------ |
| Nr                 | Kolarz                    | Miejsce            |
| 1                  | Sam Bennett (IRL)         | 17.                |
| 2                  | Nils Politt (GER)         | 147.               |
| 3                  | Jonas Koch (GER)          | 125.               |
| 4                  | Lukas Pöstlberger (AUT)   | 51.                |
| 5                  | Jordi Meeus (BEL)         | 148.               |
| 6                  | Ryan Mullen (IRL) (szosa) | 17.                |
| 7                  | Danny van Poppel (NED)    | 22.                |

| Quick-Step Alpha Vinyl QST | Quick-Step Alpha Vinyl QST  | Quick-Step Alpha Vinyl QST |
| -------------------------- | --------------------------- | -------------------------- |
| Nr                         | Kolarz                      | Miejsce                    |
| 11                         | Mark Cavendish (GBR)        | 26.                        |
| 12                         | Mikkel Frølich Honoré (DEN) | DNS                        |
| 13                         | Iljo Keisse (BEL)           | 130.                       |
| 14                         | Michael Mørkøv (DEN)        | 12.                        |
| 15                         | Stijn Steels (BEL)          | 55.                        |
| 16                         | Jannik Steimle (GER)        | 38.                        |
| 17                         | Bert Van Lerberghe (BEL)    | 24.                        |

| Lotto-Soudal LTS | Lotto-Soudal LTS          | Lotto-Soudal LTS |
| ---------------- | ------------------------- | ---------------- |
| Nr               | Kolarz                    | Miejsce          |
| 21               | Arnaud De Lie (BEL)       | 8.               |
| 22               | Jasper De Buyst (BEL)     | 131.             |
| 23               | Florian Vermeersch (BEL)  | 88.              |
| 24               | Brent Van Moer (BEL)      | 82.              |
| 25               | Rüdiger Selig (GER)       | 70.              |
| 26               | Sébastien Grignard (BEL)  | 117.             |
| 27               | Michael Schwarzmann (GER) | 152.             |

| Intermarché-Wanty-Gobert Matériaux IWG | Intermarché-Wanty-Gobert Matériaux IWG | Intermarché-Wanty-Gobert Matériaux IWG |
| -------------------------------------- | -------------------------------------- | -------------------------------------- |
| Nr                                     | Kolarz                                 | Miejsce                                |
| 31                                     | Aimé De Gendt (BEL)                    | 112.                                   |
| 32                                     | Julius Johansen (DEN)                  | 81.                                    |
| 33                                     | Adrien Petit (FRA)                     | 123.                                   |
| 34                                     | Kévin Van Melsen (BEL)                 | 120.                                   |
| 35                                     | Gerben Thijssen (BEL)                  | 29.                                    |
| 36                                     | Biniam Girmay (ERI)                    | 21.                                    |
| 37                                     | Barnabás Peák (HUN)                    | 143.                                   |

| Astana Qazaqstan Team AST | Astana Qazaqstan Team AST | Astana Qazaqstan Team AST |
| ------------------------- | ------------------------- | ------------------------- |
| Nr                        | Kolarz                    | Miejsce                   |
| 41                        | Gianni Moscon (ITA)       | 134.                      |
| 42                        | Michele Gazzoli (ITA)     | 86.                       |
| 43                        | Fabio Felline (ITA)       | 76.                       |
| 44                        | Manuele Boaro (ITA)       | 84.                       |
| 45                        | Davide Martinelli (ITA)   | 43.                       |
| 46                        | Leonardo Basso (ITA)      | 113.                      |
| 47                        | Artiom Zacharow (KAZ)     | 65.                       |

| Bahrain Victorious TBV | Bahrain Victorious TBV  | Bahrain Victorious TBV |
| ---------------------- | ----------------------- | ---------------------- |
| Nr                     | Kolarz                  | Miejsce                |
| 51                     | Heinrich Haussler (AUS) | 10.                    |
| 52                     | Yukiya Arashiro (JPN)   | 103.                   |
| 53                     | Filip Maciejuk (POL)    | 64.                    |
| 54                     | Jonathan Milan (ITA)    | 39.                    |
| 55                     | Kamil Gradek (POL)      | 133.                   |
| 56                     | Jasha Sütterlin (GER)   | DNF                    |
| 57                     | Fred Wright (GBR)       | 102.                   |

| Cofidis COF | Cofidis COF             | Cofidis COF |
| ----------- | ----------------------- | ----------- |
| Nr          | Kolarz                  | Miejsce     |
| 61          | Simone Consonni (ITA)   | 7.          |
| 62          | Tom Bohli (SUI)         | 80.         |
| 63          | Jelle Wallays (BEL)     | DNF         |
| 64          | Szymon Sajnok (POL)     | DNS         |
| 65          | Wesley Kreder (NED)     | 67.         |
| 66          | Kenneth Vanbilsen (BEL) | 124.        |
| 67          | Max Walscheid (GER)     | 4.          |

| EF Education-EasyPost EFE | EF Education-EasyPost EFE | EF Education-EasyPost EFE |
| ------------------------- | ------------------------- | ------------------------- |
| Nr                        | Kolarz                    | Miejsce                   |
| 71                        | Sebastian Langeveld (NED) | 129.                      |
| 72                        | Ben Healy (IRL)           | 126.                      |
| 73                        | Owain Doull (GBR)         | 107.                      |
| 74                        | Łukasz Wiśniowski (POL)   | 140.                      |
| 75                        | Jonas Rutsch (GER)        | 61.                       |
| 76                        | Thomas Scully (NZL)       | 41.                       |
| 77                        | Marijn van den Berg (NED) | 32.                       |

| Groupama-FDJ GFC | Groupama-FDJ GFC       | Groupama-FDJ GFC |
| ---------------- | ---------------------- | ---------------- |
| Nr               | Kolarz                 | Miejsce          |
| 81               | Arnaud Démare (FRA)    | 6.               |
| 82               | Jacopo Guarnieri (ITA) | 111.             |
| 84               | Clément Davy (FRA)     | 127.             |
| 85               | Miles Scotson (AUS)    | 48.              |
| 86               | Ramon Sinkeldam (NED)  | 45.              |
| 87               | Bram Welten (NED)      | 60.              |

| Israel-Premier Tech IPT | Israel-Premier Tech IPT | Israel-Premier Tech IPT |
| ----------------------- | ----------------------- | ----------------------- |
| Nr                      | Kolarz                  | Miejsce                 |
| 91                      | Rudy Barbier (FRA)      | 25.                     |
| 92                      | Jenthe Biermans (BEL)   | 36.                     |
| 93                      | Matthias Brändle (AUT)  | 150.                    |
| 94                      | Taj Jones (AUS)         | 94.                     |
| 95                      | Gaj Sagiw (ISR)         | 72.                     |
| 96                      | Itamar Einhorn (ISR)    | 20.                     |
| 97                      | Rick Zabel (GER)        | 16.                     |

| Jumbo-Visma TJV | Jumbo-Visma TJV           | Jumbo-Visma TJV |
| --------------- | ------------------------- | --------------- |
| Nr              | Kolarz                    | Miejsce         |
| 101             | Pascal Eenkhoorn (NED)    | 108.            |
| 103             | Olav Kooij (NED)          | 5.              |
| 104             | Timo Roosen (NED) (szosa) | 53.             |
| 105             | Tosh Van der Sande (BEL)  | 49.             |
| 106             | Jos van Emden (NED)       | 139.            |
| 107             | Tim van Dijke (NED)       | DNF             |

| Movistar Team MOV | Movistar Team MOV       | Movistar Team MOV |
| ----------------- | ----------------------- | ----------------- |
| Nr                | Kolarz                  | Miejsce           |
| 111               | Johan Jacobs (SUI)      | 75.               |
| 112               | Iñigo Elosegui (ESP)    | 42.               |
| 113               | Imanol Erviti (ESP)     | 63.               |
| 114               | Max Kanter (GER)        | 13.               |
| 115               | Gonzalo Serrano (ESP)   | DNF               |
| 116               | Lluís Mas (ESP)         | 18.               |
| 117               | Mathias Norsgaard (DEN) | 46.               |

| BikeExchange-Jayco BEX | BikeExchange-Jayco BEX    | BikeExchange-Jayco BEX |
| ---------------------- | ------------------------- | ---------------------- |
| Nr                     | Kolarz                    | Miejsce                |
| 121                    | Dylan Groenewegen (NED)   | 2.                     |
| 122                    | Luke Durbridge (AUS)      | 142.                   |
| 123                    | Alexander Edmondson (AUS) | 98.                    |
| 124                    | Alexander Konychev (ITA)  | 118.                   |
| 125                    | Luka Mezgec (SLO)         | 90.                    |
| 126                    | Kelland O’Brien (AUS)     | 115.                   |
| 127                    | Campbell Stewart (NZL)    | 54.                    |

| Team DSM DSM | Team DSM DSM            | Team DSM DSM |
| ------------ | ----------------------- | ------------ |
| Nr           | Kolarz                  | Miejsce      |
| 131          | Cees Bol (NED)          | 135.         |
| 132          | Alberto Dainese (ITA)   | 87.          |
| 133          | Leon Heinschke (GER)    | 114.         |
| 134          | Florian Stork (GER)     | 144.         |
| 135          | Niklas Märkl (GER)      | 34.          |
| 136          | Joris Nieuwenhuis (NED) | 77.          |
| 137          | Sam Welsford (AUS)      | 35.          |

| Trek-Segafredo TFS | Trek-Segafredo TFS   | Trek-Segafredo TFS |
| ------------------ | -------------------- | ------------------ |
| Nr                 | Kolarz               | Miejsce            |
| 141                | Jasper Stuyven (BEL) | 9.                 |
| 142                | Jakob Egholm (DEN)   | 138.               |
| 143                | Daan Hoole (NED)     | 151.               |
| 144                | Alex Kirsch (LUX)    | 83.                |
| 145                | Jon Aberasturi (ESP) | 121.               |
| 146                | Edward Theuns (BEL)  | 92.                |
| 147                | Otto Vergaerde (BEL) | 93.                |

| UAE Team Emirates UAD | UAE Team Emirates UAD      | UAE Team Emirates UAD |
| --------------------- | -------------------------- | --------------------- |
| Nr                    | Kolarz                     | Miejsce               |
| 151                   | Pascal Ackermann (GER)     | 149.                  |
| 152                   | Rui Oliveira (POR)         | 71.                   |
| 153                   | Mikkel Bjerg (DEN)         | 28.                   |
| 154                   | Felix Groß (GER)           | 62.                   |
| 155                   | Vegard Stake Laengen (NOR) | 78.                   |
| 156                   | Maximiliano Richeze (ARG)  | 104.                  |
| 157                   | Oliviero Troia (ITA)       | 141.                  |

| Alpecin-Fenix AFC | Alpecin-Fenix AFC         | Alpecin-Fenix AFC |
| ----------------- | ------------------------- | ----------------- |
| Nr                | Kolarz                    | Miejsce           |
| 161               | Tim Merlier (BEL)         | 1.                |
| 162               | Michael Gogl (AUT)        | 99.               |
| 163               | Xandro Meurisse (BEL)     | 68.               |
| 164               | Scott Thwaites (GBR)      | 89.               |
| 165               | Jonas Rickaert (BEL)      | 69.               |
| 166               | Maurice Ballerstedt (GER) | 91.               |
| 167               | Julien Vermote (BEL)      | 137.              |

| Arkéa-Samsic ARK | Arkéa-Samsic ARK        | Arkéa-Samsic ARK |
| ---------------- | ----------------------- | ---------------- |
| Nr               | Kolarz                  | Miejsce          |
| 171              | Nacer Bouhanni (FRA)    | 3.               |
| 172              | Benjamin Declercq (BEL) | 96.              |
| 173              | Kévin Ledanois (FRA)    | 79.              |
| 174              | Markus Pajur (EST)      | 57.              |
| 175              | Christophe Noppe (BEL)  | 97.              |
| 177              | Amaury Capiot (BEL)     | 59.              |

| B&B Hotels-KTM BBK | B&B Hotels-KTM BBK     | B&B Hotels-KTM BBK |
| ------------------ | ---------------------- | ------------------ |
| Nr                 | Kolarz                 | Miejsce            |
| 181                | Jens Debusschere (BEL) | 95.                |
| 182                | Pierre Barbier (FRA)   | 47.                |
| 183                | Quentin Jauregui (FRA) | 73.                |
| 184                | Cyril Lemoine (FRA)    | 153.               |
| 185                | Julien Morice (FRA)    | DNS                |
| 186                | Luca Mozzato (ITA)     | 23.                |
| 187                | Jordi Warlop (BEL)     | 106.               |

| Bardiani CSF Faizanè BCF | Bardiani CSF Faizanè BCF | Bardiani CSF Faizanè BCF |
| ------------------------ | ------------------------ | ------------------------ |
| Nr                       | Kolarz                   | Miejsce                  |
| 191                      | Sacha Modolo (ITA)       | 66.                      |
| 192                      | Filippo Fiorelli (ITA)   | 50.                      |
| 193                      | Enrico Battaglin (ITA)   | 154.                     |
| 194                      | Luca Colnaghi (ITA)      | 122.                     |
| 195                      | Alessandro Tonelli (ITA) | 132.                     |
| 196                      | Enrico Zanoncello (ITA)  | 85.                      |
| 197                      | Samuele Zoccarato (ITA)  | DNS                      |

| Bingoal Pauwels Sauces WB BWB | Bingoal Pauwels Sauces WB BWB | Bingoal Pauwels Sauces WB BWB |
| ----------------------------- | ----------------------------- | ----------------------------- |
| Nr                            | Kolarz                        | Miejsce                       |
| 201                           | Timothy Dupont (BEL)          | 14.                           |
| 202                           | Dimitri Peyskens (BEL)        | 145.                          |
| 203                           | Stanisław Aniołkowski (POL)   | 11.                           |
| 204                           | Karl Patrick Lauk (EST)       | 100.                          |
| 205                           | Laurenz Rex (BEL)             | 101.                          |
| 206                           | Ludovic Robeet (BEL)          | 136.                          |
| 207                           | Tom Wirtgen (LUX)             | 116.                          |

| Sport Vlaanderen-Baloise SVB | Sport Vlaanderen-Baloise SVB | Sport Vlaanderen-Baloise SVB |
| ---------------------------- | ---------------------------- | ---------------------------- |
| Nr                           | Kolarz                       | Miejsce                      |
| 211                          | Tuur Dens (BEL)              | 128.                         |
| 212                          | Milan Fretin (BEL)           | 30.                          |
| 213                          | Jules Hesters (BEL)          | 109.                         |
| 214                          | Arne Marit (BEL)             | 27.                          |
| 215                          | Jens Reynders (BEL)          | 37.                          |
| 216                          | Kenneth Van Rooy (BEL)       | 31.                          |
| 217                          | Sasha Weemaes (BEL)          | 74.                          |

| TotalEnergies TEN | TotalEnergies TEN       | TotalEnergies TEN |
| ----------------- | ----------------------- | ----------------- |
| Nr                | Kolarz                  | Miejsce           |
| 221               | Niki Terpstra (NED)     | 119.              |
| 222               | Maciej Bodnar (POL)     | 105.              |
| 223               | Niccolò Bonifazio (ITA) | DNF               |
| 224               | Sandy Dujardin (FRA)    | 44.               |
| 225               | Lorrenzo Manzin (FRA)   | 15.               |
| 226               | Dries Van Gestel (BEL)  | 33.               |

| Uno-X Pro Cycling Team UXT | Uno-X Pro Cycling Team UXT  | Uno-X Pro Cycling Team UXT |
| -------------------------- | --------------------------- | -------------------------- |
| Nr                         | Kolarz                      | Miejsce                    |
| 231                        | Kristoffer Halvorsen (NOR)  | 52.                        |
| 232                        | Martin Urianstad (NOR)      | 110.                       |
| 233                        | Lasse Norman Leth (DEN)     | 58.                        |
| 234                        | William Blume Levy (DEN)    | DNS                        |
| 235                        | Erik Nordsæter Resell (NOR) | 56.                        |
| 236                        | Lars Saugstad (NOR)         | 146.                       |
| 237                        | Søren Wærenskjold (NOR)     | 19.                        |

| Bora-Hansgrohe BOH | Bora-Hansgrohe BOH        | Bora-Hansgrohe BOH |
| ------------------ | ------------------------- | ------------------ |
| Nr                 | Kolarz                    | Miejsce            |
| 1                  | Sam Bennett (IRL)         | 17.                |
| 2                  | Nils Politt (GER)         | 147.               |
| 3                  | Jonas Koch (GER)          | 125.               |
| 4                  | Lukas Pöstlberger (AUT)   | 51.                |
| 5                  | Jordi Meeus (BEL)         | 148.               |
| 6                  | Ryan Mullen (IRL) (szosa) | 17.                |
| 7                  | Danny van Poppel (NED)    | 22.                |

| Quick-Step Alpha Vinyl QST | Quick-Step Alpha Vinyl QST  | Quick-Step Alpha Vinyl QST |
| -------------------------- | --------------------------- | -------------------------- |
| Nr                         | Kolarz                      | Miejsce                    |
| 11                         | Mark Cavendish (GBR)        | 26.                        |
| 12                         | Mikkel Frølich Honoré (DEN) | DNS                        |
| 13                         | Iljo Keisse (BEL)           | 130.                       |
| 14                         | Michael Mørkøv (DEN)        | 12.                        |
| 15                         | Stijn Steels (BEL)          | 55.                        |
| 16                         | Jannik Steimle (GER)        | 38.                        |
| 17                         | Bert Van Lerberghe (BEL)    | 24.                        |

| Lotto-Soudal LTS | Lotto-Soudal LTS          | Lotto-Soudal LTS |
| ---------------- | ------------------------- | ---------------- |
| Nr               | Kolarz                    | Miejsce          |
| 21               | Arnaud De Lie (BEL)       | 8.               |
| 22               | Jasper De Buyst (BEL)     | 131.             |
| 23               | Florian Vermeersch (BEL)  | 88.              |
| 24               | Brent Van Moer (BEL)      | 82.              |
| 25               | Rüdiger Selig (GER)       | 70.              |
| 26               | Sébastien Grignard (BEL)  | 117.             |
| 27               | Michael Schwarzmann (GER) | 152.             |

| Intermarché-Wanty-Gobert Matériaux IWG | Intermarché-Wanty-Gobert Matériaux IWG | Intermarché-Wanty-Gobert Matériaux IWG |
| -------------------------------------- | -------------------------------------- | -------------------------------------- |
| Nr                                     | Kolarz                                 | Miejsce                                |
| 31                                     | Aimé De Gendt (BEL)                    | 112.                                   |
| 32                                     | Julius Johansen (DEN)                  | 81.                                    |
| 33                                     | Adrien Petit (FRA)                     | 123.                                   |
| 34                                     | Kévin Van Melsen (BEL)                 | 120.                                   |
| 35                                     | Gerben Thijssen (BEL)                  | 29.                                    |
| 36                                     | Biniam Girmay (ERI)                    | 21.                                    |
| 37                                     | Barnabás Peák (HUN)                    | 143.                                   |

| Astana Qazaqstan Team AST | Astana Qazaqstan Team AST | Astana Qazaqstan Team AST |
| ------------------------- | ------------------------- | ------------------------- |
| Nr                        | Kolarz                    | Miejsce                   |
| 41                        | Gianni Moscon (ITA)       | 134.                      |
| 42                        | Michele Gazzoli (ITA)     | 86.                       |
| 43                        | Fabio Felline (ITA)       | 76.                       |
| 44                        | Manuele Boaro (ITA)       | 84.                       |
| 45                        | Davide Martinelli (ITA)   | 43.                       |
| 46                        | Leonardo Basso (ITA)      | 113.                      |
| 47                        | Artiom Zacharow (KAZ)     | 65.                       |

| Bahrain Victorious TBV | Bahrain Victorious TBV  | Bahrain Victorious TBV |
| ---------------------- | ----------------------- | ---------------------- |
| Nr                     | Kolarz                  | Miejsce                |
| 51                     | Heinrich Haussler (AUS) | 10.                    |
| 52                     | Yukiya Arashiro (JPN)   | 103.                   |
| 53                     | Filip Maciejuk (POL)    | 64.                    |
| 54                     | Jonathan Milan (ITA)    | 39.                    |
| 55                     | Kamil Gradek (POL)      | 133.                   |
| 56                     | Jasha Sütterlin (GER)   | DNF                    |
| 57                     | Fred Wright (GBR)       | 102.                   |

| Cofidis COF | Cofidis COF             | Cofidis COF |
| ----------- | ----------------------- | ----------- |
| Nr          | Kolarz                  | Miejsce     |
| 61          | Simone Consonni (ITA)   | 7.          |
| 62          | Tom Bohli (SUI)         | 80.         |
| 63          | Jelle Wallays (BEL)     | DNF         |
| 64          | Szymon Sajnok (POL)     | DNS         |
| 65          | Wesley Kreder (NED)     | 67.         |
| 66          | Kenneth Vanbilsen (BEL) | 124.        |
| 67          | Max Walscheid (GER)     | 4.          |

| EF Education-EasyPost EFE | EF Education-EasyPost EFE | EF Education-EasyPost EFE |
| ------------------------- | ------------------------- | ------------------------- |
| Nr                        | Kolarz                    | Miejsce                   |
| 71                        | Sebastian Langeveld (NED) | 129.                      |
| 72                        | Ben Healy (IRL)           | 126.                      |
| 73                        | Owain Doull (GBR)         | 107.                      |
| 74                        | Łukasz Wiśniowski (POL)   | 140.                      |
| 75                        | Jonas Rutsch (GER)        | 61.                       |
| 76                        | Thomas Scully (NZL)       | 41.                       |
| 77                        | Marijn van den Berg (NED) | 32.                       |

| Groupama-FDJ GFC | Groupama-FDJ GFC       | Groupama-FDJ GFC |
| ---------------- | ---------------------- | ---------------- |
| Nr               | Kolarz                 | Miejsce          |
| 81               | Arnaud Démare (FRA)    | 6.               |
| 82               | Jacopo Guarnieri (ITA) | 111.             |
| 84               | Clément Davy (FRA)     | 127.             |
| 85               | Miles Scotson (AUS)    | 48.              |
| 86               | Ramon Sinkeldam (NED)  | 45.              |
| 87               | Bram Welten (NED)      | 60.              |

| Israel-Premier Tech IPT | Israel-Premier Tech IPT | Israel-Premier Tech IPT |
| ----------------------- | ----------------------- | ----------------------- |
| Nr                      | Kolarz                  | Miejsce                 |
| 91                      | Rudy Barbier (FRA)      | 25.                     |
| 92                      | Jenthe Biermans (BEL)   | 36.                     |
| 93                      | Matthias Brändle (AUT)  | 150.                    |
| 94                      | Taj Jones (AUS)         | 94.                     |
| 95                      | Gaj Sagiw (ISR)         | 72.                     |
| 96                      | Itamar Einhorn (ISR)    | 20.                     |
| 97                      | Rick Zabel (GER)        | 16.                     |

| Jumbo-Visma TJV | Jumbo-Visma TJV           | Jumbo-Visma TJV |
| --------------- | ------------------------- | --------------- |
| Nr              | Kolarz                    | Miejsce         |
| 101             | Pascal Eenkhoorn (NED)    | 108.            |
| 103             | Olav Kooij (NED)          | 5.              |
| 104             | Timo Roosen (NED) (szosa) | 53.             |
| 105             | Tosh Van der Sande (BEL)  | 49.             |
| 106             | Jos van Emden (NED)       | 139.            |
| 107             | Tim van Dijke (NED)       | DNF             |

| Movistar Team MOV | Movistar Team MOV       | Movistar Team MOV |
| ----------------- | ----------------------- | ----------------- |
| Nr                | Kolarz                  | Miejsce           |
| 111               | Johan Jacobs (SUI)      | 75.               |
| 112               | Iñigo Elosegui (ESP)    | 42.               |
| 113               | Imanol Erviti (ESP)     | 63.               |
| 114               | Max Kanter (GER)        | 13.               |
| 115               | Gonzalo Serrano (ESP)   | DNF               |
| 116               | Lluís Mas (ESP)         | 18.               |
| 117               | Mathias Norsgaard (DEN) | 46.               |

| BikeExchange-Jayco BEX | BikeExchange-Jayco BEX    | BikeExchange-Jayco BEX |
| ---------------------- | ------------------------- | ---------------------- |
| Nr                     | Kolarz                    | Miejsce                |
| 121                    | Dylan Groenewegen (NED)   | 2.                     |
| 122                    | Luke Durbridge (AUS)      | 142.                   |
| 123                    | Alexander Edmondson (AUS) | 98.                    |
| 124                    | Alexander Konychev (ITA)  | 118.                   |
| 125                    | Luka Mezgec (SLO)         | 90.                    |
| 126                    | Kelland O’Brien (AUS)     | 115.                   |
| 127                    | Campbell Stewart (NZL)    | 54.                    |

| Team DSM DSM | Team DSM DSM            | Team DSM DSM |
| ------------ | ----------------------- | ------------ |
| Nr           | Kolarz                  | Miejsce      |
| 131          | Cees Bol (NED)          | 135.         |
| 132          | Alberto Dainese (ITA)   | 87.          |
| 133          | Leon Heinschke (GER)    | 114.         |
| 134          | Florian Stork (GER)     | 144.         |
| 135          | Niklas Märkl (GER)      | 34.          |
| 136          | Joris Nieuwenhuis (NED) | 77.          |
| 137          | Sam Welsford (AUS)      | 35.          |

| Trek-Segafredo TFS | Trek-Segafredo TFS   | Trek-Segafredo TFS |
| ------------------ | -------------------- | ------------------ |
| Nr                 | Kolarz               | Miejsce            |
| 141                | Jasper Stuyven (BEL) | 9.                 |
| 142                | Jakob Egholm (DEN)   | 138.               |
| 143                | Daan Hoole (NED)     | 151.               |
| 144                | Alex Kirsch (LUX)    | 83.                |
| 145                | Jon Aberasturi (ESP) | 121.               |
| 146                | Edward Theuns (BEL)  | 92.                |
| 147                | Otto Vergaerde (BEL) | 93.                |

| UAE Team Emirates UAD | UAE Team Emirates UAD      | UAE Team Emirates UAD |
| --------------------- | -------------------------- | --------------------- |
| Nr                    | Kolarz                     | Miejsce               |
| 151                   | Pascal Ackermann (GER)     | 149.                  |
| 152                   | Rui Oliveira (POR)         | 71.                   |
| 153                   | Mikkel Bjerg (DEN)         | 28.                   |
| 154                   | Felix Groß (GER)           | 62.                   |
| 155                   | Vegard Stake Laengen (NOR) | 78.                   |
| 156                   | Maximiliano Richeze (ARG)  | 104.                  |
| 157                   | Oliviero Troia (ITA)       | 141.                  |

| Alpecin-Fenix AFC | Alpecin-Fenix AFC         | Alpecin-Fenix AFC |
| ----------------- | ------------------------- | ----------------- |
| Nr                | Kolarz                    | Miejsce           |
| 161               | Tim Merlier (BEL)         | 1.                |
| 162               | Michael Gogl (AUT)        | 99.               |
| 163               | Xandro Meurisse (BEL)     | 68.               |
| 164               | Scott Thwaites (GBR)      | 89.               |
| 165               | Jonas Rickaert (BEL)      | 69.               |
| 166               | Maurice Ballerstedt (GER) | 91.               |
| 167               | Julien Vermote (BEL)      | 137.              |

| Arkéa-Samsic ARK | Arkéa-Samsic ARK        | Arkéa-Samsic ARK |
| ---------------- | ----------------------- | ---------------- |
| Nr               | Kolarz                  | Miejsce          |
| 171              | Nacer Bouhanni (FRA)    | 3.               |
| 172              | Benjamin Declercq (BEL) | 96.              |
| 173              | Kévin Ledanois (FRA)    | 79.              |
| 174              | Markus Pajur (EST)      | 57.              |
| 175              | Christophe Noppe (BEL)  | 97.              |
| 177              | Amaury Capiot (BEL)     | 59.              |

| B&B Hotels-KTM BBK | B&B Hotels-KTM BBK     | B&B Hotels-KTM BBK |
| ------------------ | ---------------------- | ------------------ |
| Nr                 | Kolarz                 | Miejsce            |
| 181                | Jens Debusschere (BEL) | 95.                |
| 182                | Pierre Barbier (FRA)   | 47.                |
| 183                | Quentin Jauregui (FRA) | 73.                |
| 184                | Cyril Lemoine (FRA)    | 153.               |
| 185                | Julien Morice (FRA)    | DNS                |
| 186                | Luca Mozzato (ITA)     | 23.                |
| 187                | Jordi Warlop (BEL)     | 106.               |

| Bardiani CSF Faizanè BCF | Bardiani CSF Faizanè BCF | Bardiani CSF Faizanè BCF |
| ------------------------ | ------------------------ | ------------------------ |
| Nr                       | Kolarz                   | Miejsce                  |
| 191                      | Sacha Modolo (ITA)       | 66.                      |
| 192                      | Filippo Fiorelli (ITA)   | 50.                      |
| 193                      | Enrico Battaglin (ITA)   | 154.                     |
| 194                      | Luca Colnaghi (ITA)      | 122.                     |
| 195                      | Alessandro Tonelli (ITA) | 132.                     |
| 196                      | Enrico Zanoncello (ITA)  | 85.                      |
| 197                      | Samuele Zoccarato (ITA)  | DNS                      |

| Bingoal Pauwels Sauces WB BWB | Bingoal Pauwels Sauces WB BWB | Bingoal Pauwels Sauces WB BWB |
| ----------------------------- | ----------------------------- | ----------------------------- |
| Nr                            | Kolarz                        | Miejsce                       |
| 201                           | Timothy Dupont (BEL)          | 14.                           |
| 202                           | Dimitri Peyskens (BEL)        | 145.                          |
| 203                           | Stanisław Aniołkowski (POL)   | 11.                           |
| 204                           | Karl Patrick Lauk (EST)       | 100.                          |
| 205                           | Laurenz Rex (BEL)             | 101.                          |
| 206                           | Ludovic Robeet (BEL)          | 136.                          |
| 207                           | Tom Wirtgen (LUX)             | 116.                          |

| Sport Vlaanderen-Baloise SVB | Sport Vlaanderen-Baloise SVB | Sport Vlaanderen-Baloise SVB |
| ---------------------------- | ---------------------------- | ---------------------------- |
| Nr                           | Kolarz                       | Miejsce                      |
| 211                          | Tuur Dens (BEL)              | 128.                         |
| 212                          | Milan Fretin (BEL)           | 30.                          |
| 213                          | Jules Hesters (BEL)          | 109.                         |
| 214                          | Arne Marit (BEL)             | 27.                          |
| 215                          | Jens Reynders (BEL)          | 37.                          |
| 216                          | Kenneth Van Rooy (BEL)       | 31.                          |
| 217                          | Sasha Weemaes (BEL)          | 74.                          |

| TotalEnergies TEN | TotalEnergies TEN       | TotalEnergies TEN |
| ----------------- | ----------------------- | ----------------- |
| Nr                | Kolarz                  | Miejsce           |
| 221               | Niki Terpstra (NED)     | 119.              |
| 222               | Maciej Bodnar (POL)     | 105.              |
| 223               | Niccolò Bonifazio (ITA) | DNF               |
| 224               | Sandy Dujardin (FRA)    | 44.               |
| 225               | Lorrenzo Manzin (FRA)   | 15.               |
| 226               | Dries Van Gestel (BEL)  | 33.               |

| Uno-X Pro Cycling Team UXT | Uno-X Pro Cycling Team UXT  | Uno-X Pro Cycling Team UXT |
| -------------------------- | --------------------------- | -------------------------- |
| Nr                         | Kolarz                      | Miejsce                    |
| 231                        | Kristoffer Halvorsen (NOR)  | 52.                        |
| 232                        | Martin Urianstad (NOR)      | 110.                       |
| 233                        | Lasse Norman Leth (DEN)     | 58.                        |
| 234                        | William Blume Levy (DEN)    | DNS                        |
| 235                        | Erik Nordsæter Resell (NOR) | 56.                        |
| 236                        | Lars Saugstad (NOR)         | 146.                       |
| 237                        | Søren Wærenskjold (NOR)     | 19.                        |

Legenda: DNF – nie ukończył, OTL – przekroczył limit czasu, DNS – nie wystartował, DSQ – zdyskwalifikowany.

## Klasyfikacja generalna
| \| Klasyfikacja generalna \| Klasyfikacja generalna \| Klasyfikacja generalna \| Klasyfikacja generalna \| Klasyfikacja generalna \| \| Kolarz \| Kolarz \| Państwo \| Drużyna \| Czas \| \| ---------------------- \| ---------------------- \| ---------------------- \| ---------------------- \| ---------------------- \| \| 1. \| Tim Merlier \| Belgia \| Alpecin-Fenix \| 4h 45' 41" \| \| 2. \| Dylan Groenewegen \| Holandia \| BikeExchange-Jayco \| + 0" \| \| 3. \| Nacer Bouhanni \| Francja \| Arkéa-Samsic \| + 0" \| \| 4. \| Max Walscheid \| Niemcy \| Cofidis \| + 0" \| \| 5. \| Olav Kooij \| Holandia \| Jumbo-Visma \| + 0" \| \| 6. \| Arnaud Démare \| Francja \| Groupama-FDJ \| + 0" \| \| 7. \| Simone Consonni \| Włochy \| Cofidis \| + 0" \| \| 8. \| Arnaud De Lie \| Belgia \| Lotto-Soudal \| + 0" \| \| 9. \| Jasper Stuyven \| Belgia \| Trek-Segafredo \| + 0" \| \| 10. \| Heinrich Haussler \| Australia \| Bahrain Victorious \| + 0" \| |                   |           |                    |            |
| |                   |           |                    |            |
| Źródło: ProCyclingStats |                   |           |                    |            |
| Klasyfikacja generalna |                   |           |                    |            |
| Kolarz | Kolarz            | Państwo   | Drużyna            | Czas       |
| 1. | Tim Merlier       | Belgia    | Alpecin-Fenix      | 4h 45' 41" |
| 2. | Dylan Groenewegen | Holandia  | BikeExchange-Jayco | + 0"       |
| 3. | Nacer Bouhanni    | Francja   | Arkéa-Samsic       | + 0"       |
| 4. | Max Walscheid     | Niemcy    | Cofidis            | + 0"       |
| 5. | Olav Kooij        | Holandia  | Jumbo-Visma        | + 0"       |
| 6. | Arnaud Démare     | Francja   | Groupama-FDJ       | + 0"       |
| 7. | Simone Consonni   | Włochy    | Cofidis            | + 0"       |
| 8. | Arnaud De Lie     | Belgia    | Lotto-Soudal       | + 0"       |
| 9. | Jasper Stuyven    | Belgia    | Trek-Segafredo     | + 0"       |
| 10. | Heinrich Haussler | Australia | Bahrain Victorious | + 0"       |